# Stazione di San Gallo Spisertor
La stazione di San Gallo Spisertor (in tedesco Bahnhof St. Gallen Spisertor) è una stazione ferroviaria nel comune svizzero di San Gallo sulla linea San Gallo-Trogen, facente parte della ferrovia Appenzello-San Gallo-Trogen.

## Storia
La stazione fu attivata il 10 luglio 1903, in occasione dell'apertura della ferrovia San Gallo-Trogen. In questa stazione i binari sono in sede promiscua a quella stradale e fino al 1957 coincidevano con quelli utilizzati dalla rete tranviaria di San Gallo.

## Strutture e impianti
La stazione dispone di due binari dotati di marciapiede per il servizio passeggeri, situati ai due lati della strada e dotati ciascuno di una piccola pensilina.

## Movimento
La stazione è servita da treni a cadenza semioraria sulla relazione Appenzello - Trogen (linea S21 della rete celere di San Gallo),  da alcuni treni alle ore di punta per San Gallo o Trogen (linea S22 della rete celere di San Gallo) e da 2 ulteriori coppie di treni giornaliere sulla relazione Appenzello - Trogen (linea S20 della rete celere di San Gallo). Per tutte le linee, è una fermata a richiesta.

## Servizi
Nei pressi della stazione è presente un punto di consegna/rilascio di veicoli per il car sharing.

## Interscambi
- Fermata autobus[7]